# Toyger
Le toyger est une race de chats originaire des États-Unis. Ce chat est caractérisé par son physique visant à ressembler le plus possible à celui d'un tigre miniature.

## Origines

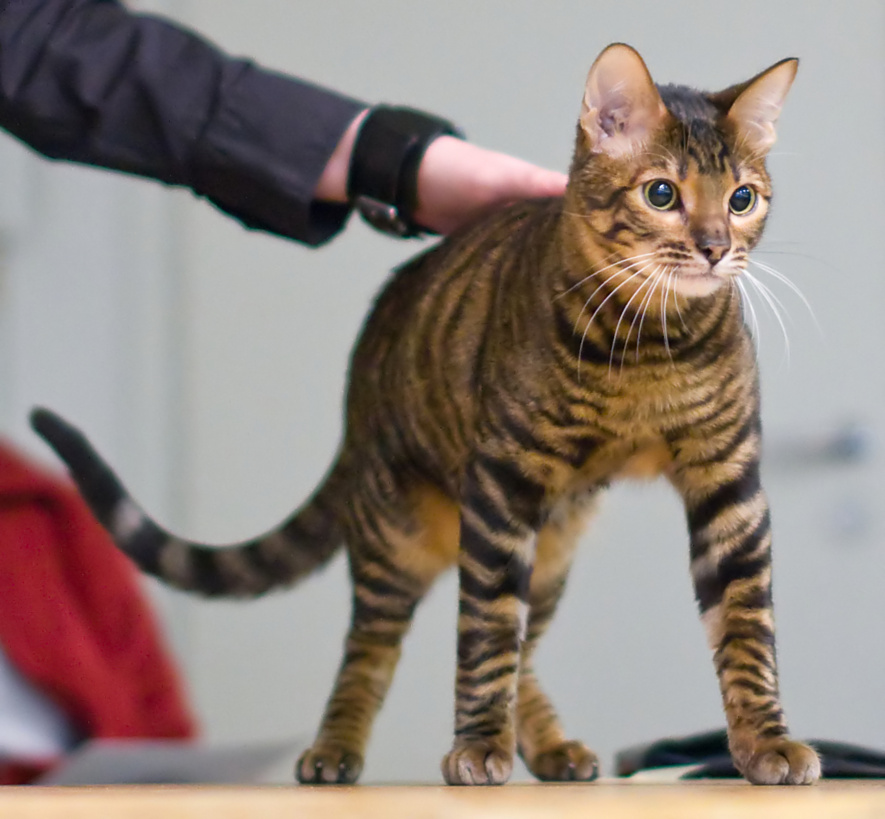
Un toyger présenté en exposition féline en Suède en 2008.

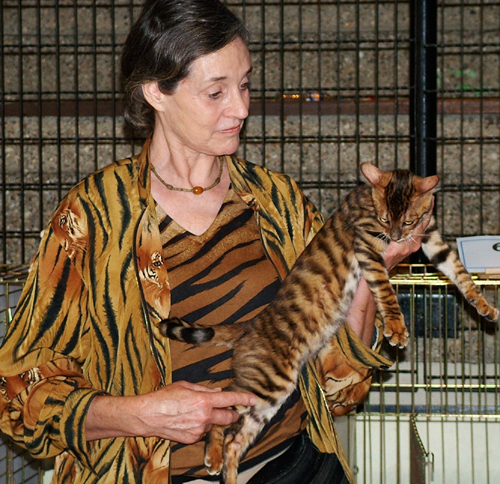
Un toyger présenté en exposition féline en France en 2007.

L’histoire du Toyger débute aux États-Unis au début des années 1980 grâce à Judy Sudgen, dont la mère, Jean Mill, est la fondatrice de la race Bengal. Elle remarque que son chat, Millwood Sharp Shooter, possède deux spots de marque tabby sur la tempe. Elle pense alors que cela peut être la clé pour développer un chat avec le véritable motif circulaire de la tête d’un tigre. Les deux chats fondateurs de la race toyger sont un chat domestique mackerel tabby à poils courts nommé Scrapmetal et un bengal à ossature robuste nommé Millwood Rumpled Spotskin. 
En 1990, la TICA enregistre la race comme « en évaluation ». En 1993, Judy importe Jammu Blu, un chat de rue, du Cachemire en Inde. Celui-ci se rapproche de ce qu’elle souhaite pour la race.
Le nom de la race vient de la contraction entre les mots anglais Toy (jouet) et Tiger (tigre).
La race toyger est acceptée en championnat TICA en 2007 et  la créatrice de la race présente des toygers qui participent cette même année à l'exposition TICA de Gagny en France organisée par le club félin Shadow and Light.
En 2016, le Livre officiel des origines félines (LOOF) reconnait le toyger comme chat de race et délivre des pedigrees RIEX (Registre d’inscription expérimental).
En 2017, le club de race « Toyger France » est créé et est affilié au LOOF. Son objectif est de participer à la gestion du standard de la race en concertation avec les organes de direction statutaires du LOOF et le Conseil Scientifique si des questions de santé et/ou d’éthique sont abordées. Il assure également la promotion de la race toyger et l’information auprès du public, des potentiels acquéreurs mais aussi auprès des acteurs du monde félin. M. Rouver Mickaël en assure la présidence.
Le site internet Pawpeds a ouvert la base de données du toyger. Le président de Toyger France, M. Rouver, s'est porté volontaire pour enregistrer les pedigrees.
La race est très peu répandue. En 2019, 23 toygers ont été enregistrés parmi les 45 549 pedigrees édités par le LOOF. Au 22 janvier 2020, la base Pawpeds compte 469 toygers du monde entier enregistrés.
Le toyger peut concourir en compétition TICA et WCF. Toyger France a engagé le processus de reconnaissance de la race Toyger pour lui permettre de concourir au championnat LOOF.
En mai 2020, la TICA reconnaît Toyger Club.

## Standards
La version actuelle du Toyger est encore bien loin du tigre. Les éleveurs travaillent beaucoup afin d'obtenir une tête plus sauvage et un aspect plus proche du tigre. Par informatique, les éleveurs ont développé en image de synthèse une ébauche du Toyger abouti.
Le standard voulu par Judy Sugden est validé en 2007 par la TICA et s’applique sans divergence aux fédérations félines WCF et LOOF. Il évoluera probablement encore au fil des prochaines années.

### Tête

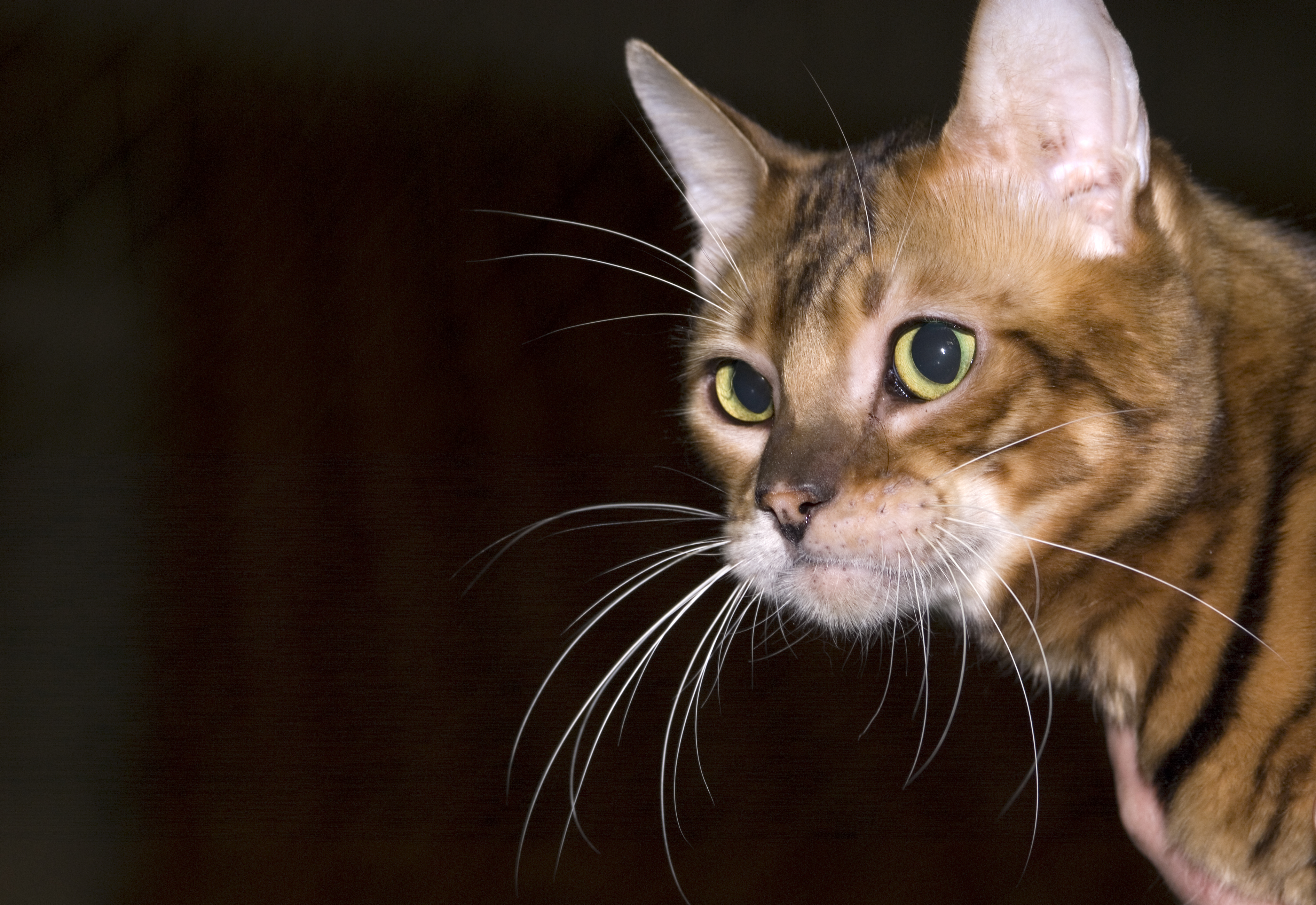
Portrait d'un toyger.

De taille moyenne, la tête est longue, large et haute. Tous les contours sont arrondis. De profil, un demi-hexagone est formé par les angles du menton, du nez, du front et de l'arrière du crâne (occiput). Arrondies, les oreilles sont petites de préférence. Elles sont placées à égale distance du sommet et des côtés du crâne. Tempes et oreilles à fourrure épaisse de préférence. Les plumets sont indésirables. Petits à moyens, les yeux sont arrondis avec la paupière supérieure légèrement renflée. Ils sont enfoncés, placés en biais dans l'axe de la base de l'oreille. Une couleur intense est préférée. Le menton est très fort, profond et large. L'occlusion dentaire doit être correcte. De longueur moyenne mais profond, le museau a des contours ronds bien définis, donnant l'impression de puissance. Vu de face, il est en forme de cœur étiré, renversé du front aux pâtons arrondis.
Long et arrondi, le nez s'élargit vers l'extrémité et est au moins aussi large que l'espace entre les yeux. Un cuir du nez développé, plus large que haut, est préféré.
Le profil est en deux plans, avec un changement de direction au-dessus des yeux. Une ligne de nez légèrement concave est acceptée.

### Corps

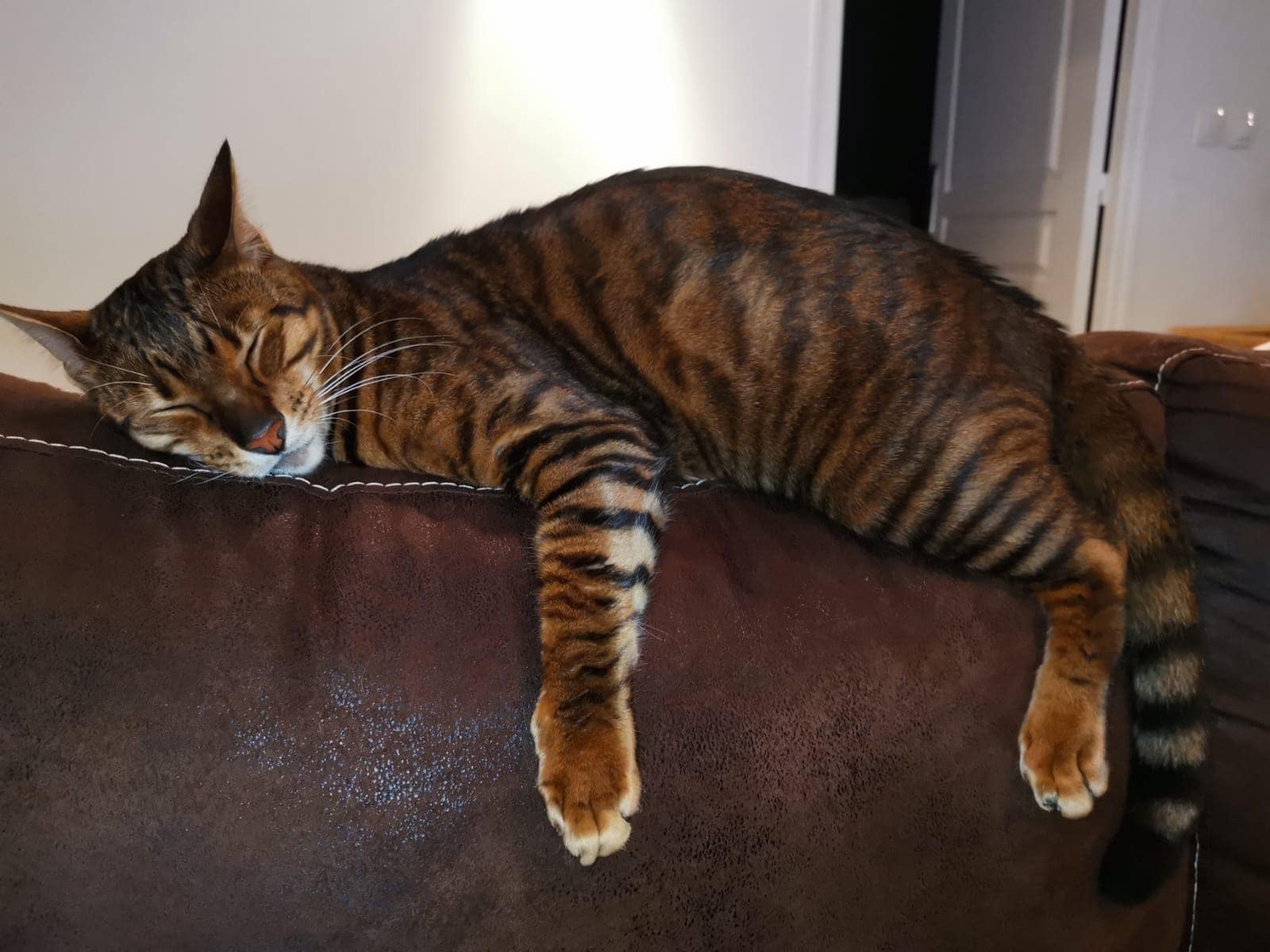
Toyger mâle.

Le corps est de format long et puissant. L'encolure est longue et musclée. Les rayures doivent être généralement alignées verticalement avec des marquages en cercle sur le cou, les pattes et la queue. Les rayures épaisses, à l'aspect tressé, irrégulières, avec des rosettes étirées sont préférées. Quelques spots étirés sont acceptables. Le ventre et l'intérieur des pattes doivent être marqués. Le fond de robe blanc s'étend de la zone abdominale en dessous de la base de la queue, à l'intérieur des pattes et au poitrail. Les sujets dont le blanc déborde ou recouvre le bas des flancs et l'arrière des pattes sont préférés. 
Le torse est moyen, long et à musculature apparente, fort et robuste mais pas trapu. La force se trouve sur l'avant du corps. Les épaules peuvent dépasser la ligne du dos. Le poitrail est large et profond. Les pattes sont de longueur moyenne, de sorte que la hauteur entre le sol et le corps soit égale à la hauteur du torse. Les pattes avant et arrière sont de même hauteur. Le pied semble grand car les doigts de pied sont longs et bien articulés.
La queue est très longue et épaisse, arrondie à son extrémité ; elle est portée basse.
L'ossature est très forte, robuste, jamais délicate. La musculature est d'apparence très musclée et athlétique, particulièrement chez les jeunes mâles. 

### Robe
La fourrure est courte mais, sur le corps, les marques peuvent être légèrement mais uniformément plus longues que le fond de robe, donnant un effet sculpté. Un poil plus long est préféré sur les tempes et les bajoues (favoris). La fourrure est épaisse, luxuriante et douce, pelucheuse mais résiliente.
Un minimum de glitter est exigé : plus il y en a, mieux c'est, sans pour autant diminuer le contraste ou éclaircir la couleur.
Seule la couleur brown mackerel tabby est autorisée. Des marques tabby très foncées sur un fond de robe roux chaud sont préférées. Les poils formant les motifs sont préférés uniformément foncés. Le sous-poil gris est acceptable. Le fond de robe du ventre, de la poitrine, du cou, de l’intérieur des pattes, et du dessous de la queue doit être aussi uniforme et le plus clair possible. Le contraste doit être très important entre les motifs tabby et la couleur de fond, tout comme entre la couleur de fond orange du dos et la couleur de fond blanche du ventre. Il en est de même sur les oreilles entre la couleur sombre et les « empreintes sauvages ». Le marquage de la face doit être très contrasté.
Les marques et rayures doivent être alignées en cercle sur la face. Préférence est donnée aux marquages en forme de papillon sur le front et en forme de cercle sur les joues. Les marques tabby traditionnelles partant radialement de la face ne sont pas souhaitables. Les zones blanches doivent s'étendre à la gorge, au menton, aux parties extérieures des bajoues et des joues, à la partie inférieure des pâtons ainsi qu'autour des yeux. Les marques du pouce sont souhaitées sur l'arrière de l'oreille. Il est souhaitable d'avoir la racine des moustaches, les lèvres et le maquillage noirs.

### Tolérances et refus
Les femelles peuvent être un peu plus petites et moins musclées que les mâles ; elles peuvent ne pas présenter les favoris souhaités chez les mâles. Les mâles très musclés peuvent manquer d'encolure. Les chatons peuvent avoir un pelage un peu plus long et moins roux. La couleur peut varier un peu en intensité selon les saisons.
Des rayures mackerel trop courbes suggérant le patron blotched donnent des pénalités, de même que des marquages plus foncés sur les extrémités, la présence d'une ligne dorsale, des marquages faciaux uniquement traditionnels, l'absence de glitter. Le cuir du nez étroit, la taille excessive, le manque de musculature ou la présence d'un médaillon sont également pénalisés.
Les individus présentant une fourrure tiquetée cachant les marquages sont refusés, de même qu'un ventre ou un poitrail sans marquage, l'extrémité de la queue non noire ou des yeux bleus. Fautes et défauts généraux éliminatoires en exposition.

## Caractère

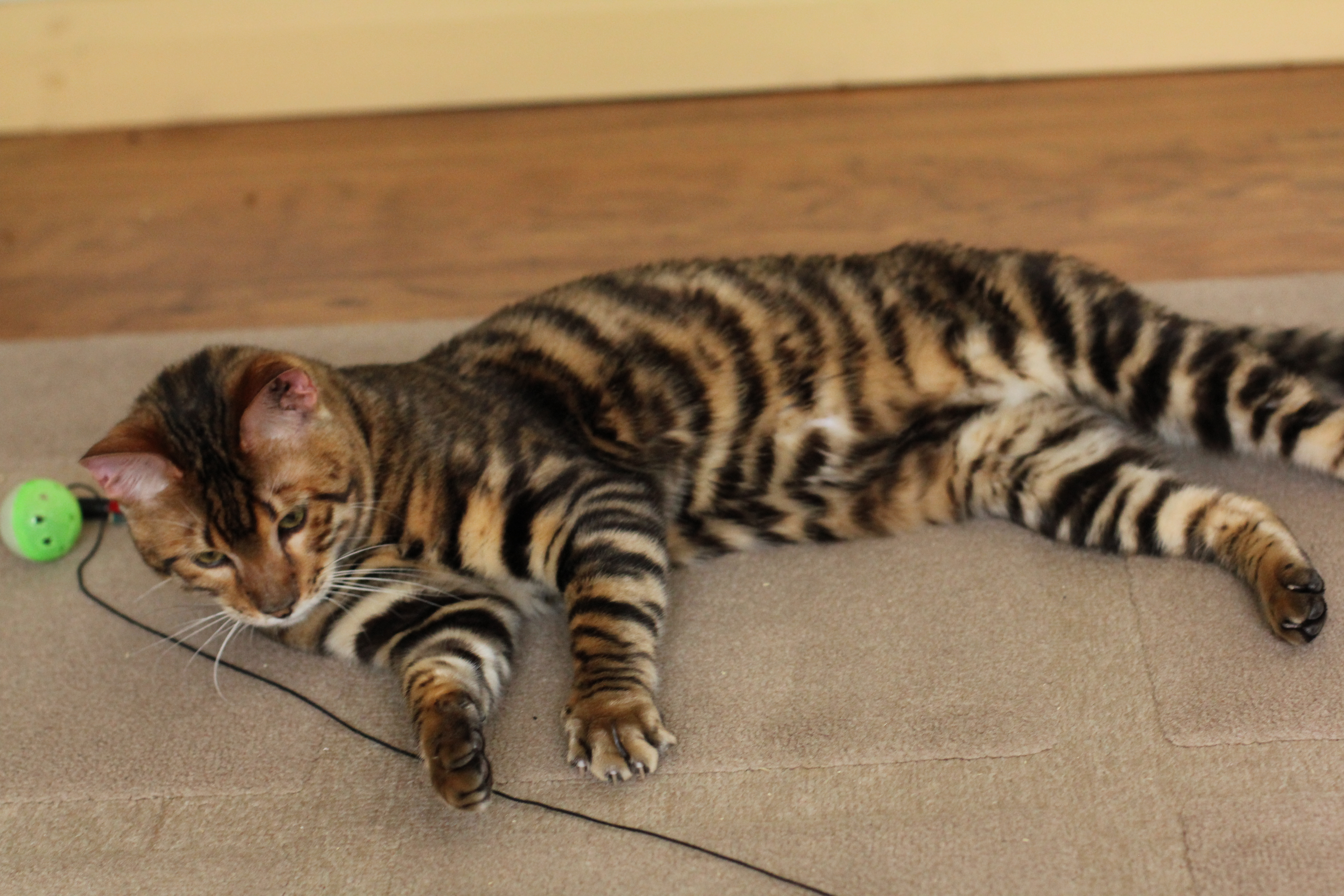
La personnalité du toyger est décrite comme joueuse.

Les traits de caractère ne sont pas décrits dans les standards, ils restent parfaitement individuels et sont fonction de l'histoire de chaque chat. Le toyger est un chat décrit comme sociable et qui aimerait la compagnie humaine. Il s’entendrait bien avec les autres animaux et serait intelligent.[réf. nécessaire]
Sa personnalité est décrite comme décontractée. Il s'adapterait facilement à la maison. Il aimerait interagir avec son adoptant et jouer à toutes sortes de jeux, par exemple rapporter une balle qu’on lui a lancée. C’est un chat décrit comme très proche de son adoptant qui aurait besoin d’attention pour rester équilibré.[réf. nécessaire]

### Sources
- (en) Cet article est partiellement ou en totalité issu de l’article de Wikipédia en anglais intitulé « Toyger » (voir la liste des auteurs).